# Selbstbräuner
Ein Selbstbräuner ist ein kosmetisches Produkt, welches der Hautbräunung ohne Sonneneinstrahlung dient.

## Anwendung
Eine gleichmäßige, natürlich wirkende Bräunung ist schwer zu erreichen. Der Bräunungsgrad kann an verschiedenen Hautpartien unterschiedlich stark auftreten, so dass ein ungewollt fleckiges Hautbild entsteht. Zuweilen spricht man hier von einem „Streifenhörncheneffekt“. Besondere Problemstellen bei der Anwendung von Selbstbräuner sind die Knie und Ellbogen, da hier die Hornhaut dicker ist und der Farbton dadurch dunkler ausfallen kann. Auch Narben und Hautunregelmäßigkeiten treten durch eine Tönung stärker hervor. Zur Vorbereitung der Haut und um Unregelmäßigkeiten vorzubeugen, ist ein vorheriges Peeling sinnvoll. Der Verbraucher kann zwischen verschiedenen Bräunungsintensitäten wählen. Neben den unterschiedlichen Farbnuancen wird zwischen Bräunern für das Gesicht und Bräunern für den Körper unterschieden. Selbstbräuner für das Gesicht sind meist von cremiger Konsistenz, wodurch eine präzisere Auftragung möglich ist. Selbstbräuner für den Körper sind dünnflüssiger, da sich der Selbstbräuner so über größere Flächen leichter verteilen lässt.
Bessere, gleichmäßigere Bräunungsergebnisse lassen sich mit Bräunungsduschen erzielen. Dabei wird der Körper im Stehen von allen Seiten mit einem Selbstbräuner fein besprüht.

## Inhaltsstoffe

Strukturformel von Dihydroxyaceton

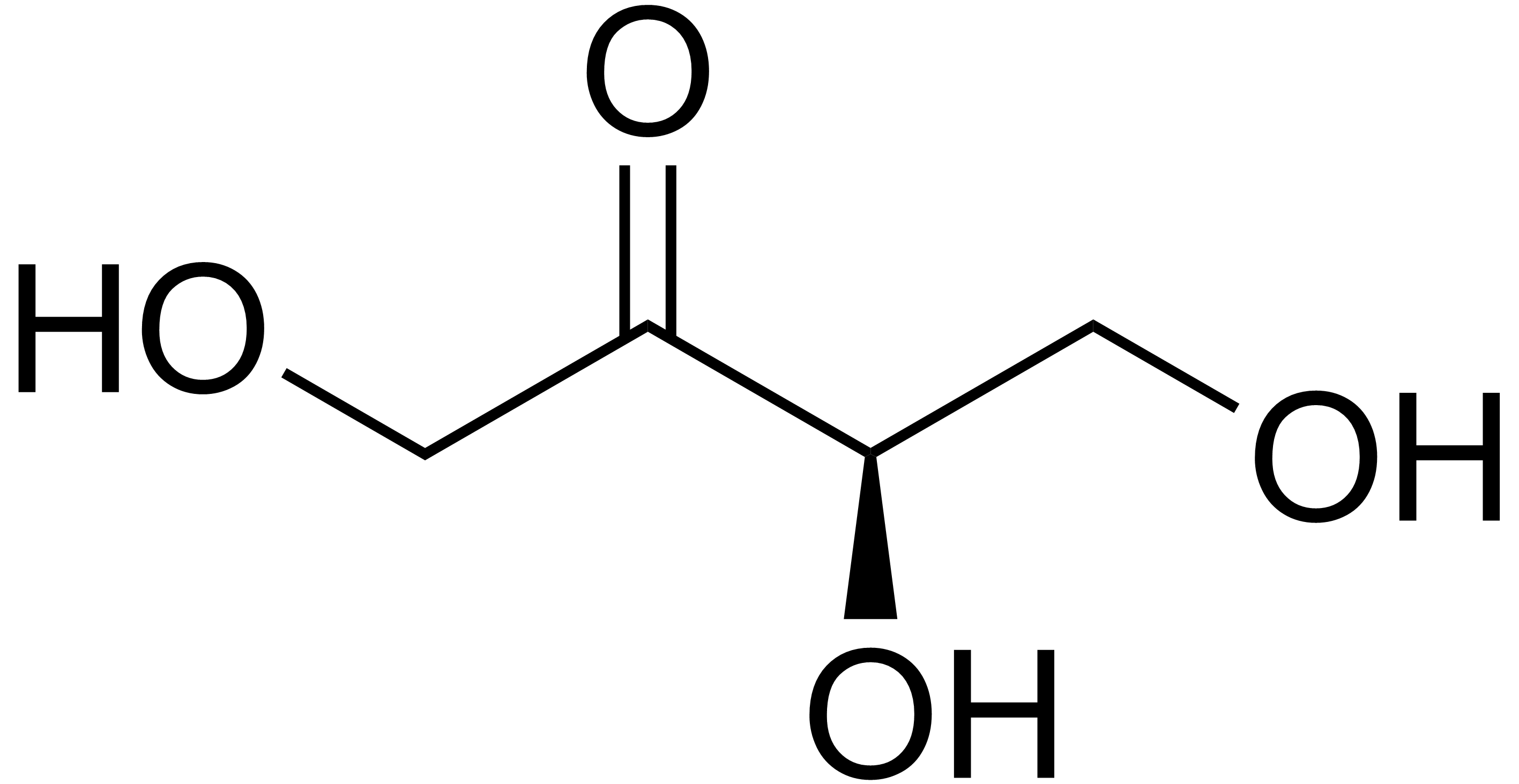
Strukturformel von D-Erythrulose

Die häufigste im Selbstbräuner verwandte Substanz ist das Dihydroxyaceton (DHA; INCI: Dihydroxyacetone). Es handelt sich um eine körpereigene Substanz, die im Kohlenhydratstoffwechsel als Zwischenprodukt anfällt. Sie ist weitgehend unbedenklich und übt keine systemischen Wirkungen aus. Eine Selbstbräunungscreme ist demnach eine relativ harmlose Methode zum Bräunen, insbesondere im Vergleich zur Bräunung durch UV-Strahlung, die das Risiko für Hautkrebs und vorzeitige Hautalterung deutlich erhöht.

Eine weitere selbstbräunende Substanz ist Erythrulose. Es handelt sich um einen natürlich in Pflanzen und Flechten vorkommenden Zucker. Im Gegensatz zu Dihydroxyaceton weist Erythrulose eine bessere chemische Stabilität auf. Hautreizende Spaltprodukte entstehen wesentlich seltener, wodurch der Zucker als besser hautverträglich eingestuft wird.
Es werden auch Kombinationen aus Dihydroxyaceton und Erythrulose eingesetzt.

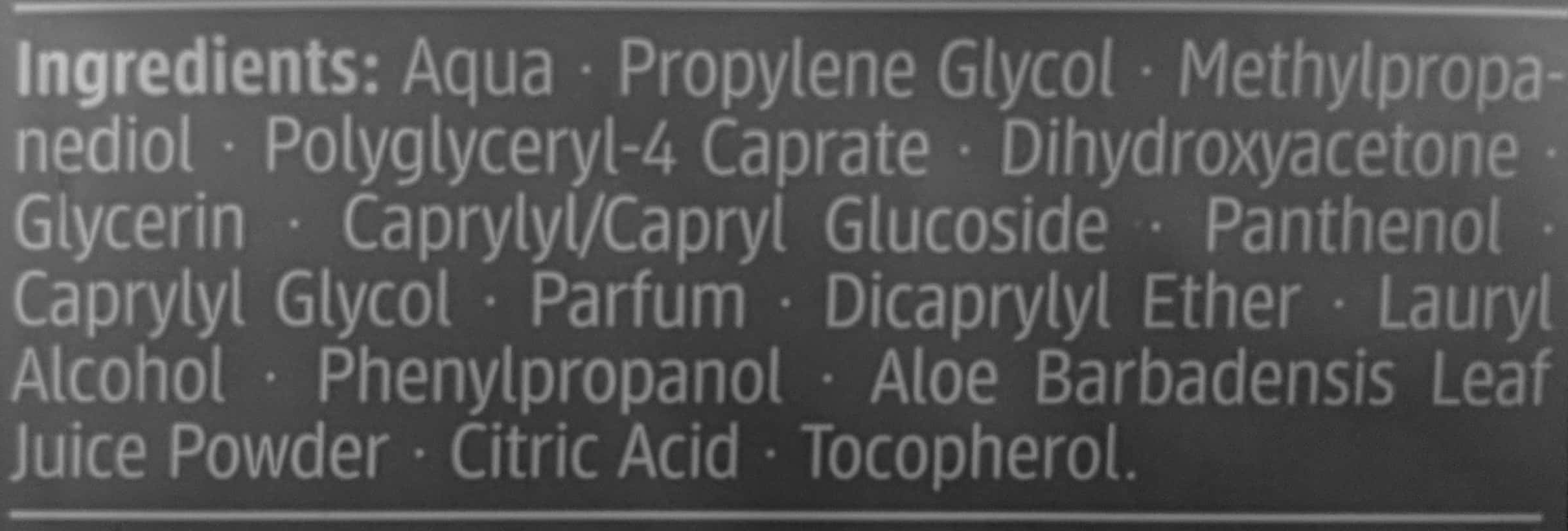
INCI-konforme Angabe der Inhaltsstoffe (oben) eines Selbstbräuners

## Wirkung
Selbstbräuner enthalten Dihydroxyaceton oder Erythrulose, die die Haut ohne Einfluss der Sonne bräunen.
Dihydroxyaceton dringt in die Hornschicht ein und bildet in der Epidermis durch Reaktion mit dem Hauptbestandteil Keratin melaninähnliche Farbstoffe, die Melanoidine heißen. Nach 2 bis 4 Stunden wird eine gelbliche bis braune Färbung erreicht, die nicht abwaschbar ist und nicht auf die Kleidung abfärbt. Nach zwei bis vier Tagen verblasst die Tönung und nach etwa zwei Wochen ist sie ganz verschwunden, da die Haut sich stetig erneuert, so dass die Farbe irgendwann vollständig herausgewachsen ist. Es kann jederzeit neu nachgetönt werden, um die Farbe zu erhalten.
Durch D-Erythrulose wird eine gleichmäßigere Bräunung erzielt, da die Färbung nur wenig von der aufgetragenen Menge und Hautstruktur abhängt. Das Bräunungsprinzip ist dem des Dihydroxyacetons vergleichbar, wobei der Bräunungsvorgang jedoch langsamer und nicht so intensiv ist.
Die erzielte Bräune bietet – sofern das Selbstbräunungspräparat nicht auch einen UV-Filter enthält – keinen Sonnenschutz, da es sich lediglich um eine Anfärbung der Hornschicht handelt.